# Lockheed Hudson
Pour les articles homonymes, voir Hudson.
 (décembre 2019).
Le Lockheed Hudson est un avion multirôle américain de la Seconde Guerre mondiale, extrapolé du Lockheed L-14 Super Electra, utilisé également par le Royaume-Uni.

## Caractéristiques techniques
- Configuration :
  - Empennage comportant deux dérives en forme de poire
  - Train d'atterrissage rentrant, avec roulette de queue fixe.
  - Premier appareil à être équipé d'un radar pour la détection des sous-marins.
  - Passagers :
    - Nombre : 10
    - Accès : par une porte située à gauche, derrière l'aile.
    - Places : assises à même le plancher ou sur les valises, le dos appuyé à la structure du fuselage.
    - Pour les missions spéciales, une trappe est aménagée dans le bas du fuselage.

## Utilisation
- Transport (conception initiale).
- Entraînement à la navigation aérienne (commande initiale de la RAF).
- Bombardement léger (après transformation).
- Grande reconnaissance, surtout maritime.
- Escorte des convois maritimes (en Atlantique nord).
- Missions spéciales, à partir de fin 1942, notamment pour le Special Operations Executive :
  - Son rayon d'action lui permettait d'accomplir des opérations, à partir d'Angleterre, sur tout le territoire français sans restriction. Mais pour des terrains de destination situés très au sud du pays, les nuits les plus courtes l'obligeaient éventuellement à se dégager sur la Méditerranée et à rejoindre l'Afrique du nord.
  - Par ses capacités beaucoup plus grandes sur tous les plans, le Hudson était un heureux complément du Lysander. Mais il nécessitait des terrains beaucoup plus longs et un sol très ferme pour supporter 8 tonnes sur les deux roues principales.

## Opérateurs
Australie
Royal Australian Air Force, No. Squadron RAAF : 1, 2, 6, 7, 8, 13, 14, 23, 24, 32, 459 ; No. Operational Training Unit RAAF : 1.
 Brésil
- Brazilian Air Force

 Canada
- Royal Canadian Air Force

Chine
- Force aérienne de la République de Chine

 France
- Marine de Vichy

 Irlande
- Irish Air Corps

 Pays-Bas
- Aéronautique navale néerlandaise
  - No. 320 Squadron RAF (en)

 Nouvelle-Zélande
- Royal New Zealand Air Force, No. Squadron RNZAF : 1, 2, 3, 4, 9, 40, 41, 42

 Portugal
- Portugal Air Force

 Afrique du Sud
- South African Air Force

 Royaume-Uni
- Royal Air Force, No. Squadron RAF : 24, 48, 53, 59, 62, 117, 139, 161, 163, 200, 203, 206, 212, 217, 220, 224, 231, 233, 251, 267, 269, 271, 279, 285, 287, 288, 289, 353, 357, 500, 517, 519, 520, 521, 608.

 États-Unis
- United States Army Air Forces
- United States Navy

### Développement lié
- Lockheed L-14 Super Electra
- Lockheed Ventura

### Aéronefs comparables
- Avro Anson